# Desmodium multiflorum
Desmodium multiflorum är en ärtväxtart som beskrevs av Dc. Desmodium multiflorum ingår i släktet Desmodium och familjen ärtväxter. Inga underarter finns listade i Catalogue of Life.